# Jacobus Cornelius Meeuwissen
Jacobus Cornelius Meeuwissen (Oud Gastel, 15 augustus 1847 – Amsterdam, 29 juni 1916) was apostolisch vicaris van Suriname. 

## Nederland
Na het voltooien van zijn humaniora in het Belgische Hoogstraten trad Meeuwissen in 1868 toe tot de Congregatie van de Allerheiligste Verlosser (Redemptoristen) waarna hij ging studeren in het Redemptoristenklooster van Wittem waar een grootseminarie gevestigd was. Op 6 oktober 1873 werd Meeuwissen tot priester gewijd waarna hij les ging geven aan het juvenaat van de Redemptoristen in Roermond. 
Vanaf 1876 was Meeuwissen dertig jaar actief op het gebied van missies en retraites in geheel Nederland. Zo was hij drie jaar rector in Roosendaal, vier jaar rector in Rotterdam en 13 jaar provinciaal overste van de Redemptoristen. 

## Suriname
Op 7 januari 1907 werd de toen 59-jarige Meeuwissen door Paus Pius X benoemd tot apostolisch vicaris van Suriname alsmede titulair bisschop van Prusa. Na de dood van Wulfingh was de post van vicaris gedurende tien maanden vacant geweest. De leiding van de Surinaamse missie werd in die periode waargenomen door de paters Eijsink en Van Coll.
Op 3 maart 1907 volgde in Amsterdam Meeuwissens bisschopswijding waarbij hij koos voor de zinspreuk Adeamus cum fiducia (laat ons opgaan met vertrouwen). Kort daarop vertrok hij naar Suriname. Meeuwissen kreeg echter al snel problemen met het tropische klimaat zodat hij in 1909 bijna een jaar terug in Nederland was om weer aan te sterken. 

### Conflict
In 1910 kwam Meeuwissen in conflict met de chef van het Militair Hospitaal waar sinds 1897 de Zusters van Liefde uit Tilburg als verpleegsters actief waren op de vrouwenafdeling van dat enige ziekenhuis in Paramaribo. Het ging over zeggenschap in het personeelsbeleid. Dit conflict liep zo hoog op dat Meeuwissen besloot de zusters terug te sturen naar Nederland. Mede door een petitie met vele handtekeningen uit de plaatselijke bevolking kwam hij hierop terug en besloot dat de zusters in Suriname konden blijven, echter niet langer werkzaam in het Militair Hospitaal, maar in een nieuwe verpleeginrichting die zou moeten uitgroeien tot een eigen R.K. Ziekenhuis (het huidige St. Vincentius ziekenhuis).

### Gezondheid
Het Surinaamse klimaat bleek wederom te zwaar voor mgr. Meeuwissen zodat hij in november 1910 opnieuw de boot naar Nederland nam. Tijdens een audiëntie bij de paus vroeg hij om gezondheidsredenen ontslag aan als apostolisch vicaris van Suriname wat hem op 15 december 1910 werd verleend. 
Ondanks zijn relatieve korte verblijf in de Nederlandse kolonie ging het goed met het apostolisch vicariaat want in die periode kwamen er, mede door giften uit katholiek Nederland, negen kleine kerken, een zusterklooster en enkele R.K. scholen bij, waaronder districtscholen op de voormalige plantageterreinen Livorno en Kroonenburg aan de benedencommewijne.

## Opvolging en overlijden
Op 15 november 1911 werd zijn opvolger Theodorus van Roosmalen in 's-Hertogenbosch tot bisschop gewijd met aartsbisschop Van de Wetering als consecrator en onder andere mgr. Meeuwissen als assistent-bisschop. 
Mgr. Meeuwissen overleed op 29 juni 1916 in Amsterdam op 68-jarige leeftijd waarna hij op 3 juli begraven werd vanuit de Onze Lieve Vrouwekerk aan de Amsterdamse Keizersgracht die in 1854 door de paters Redemptoristen gebouwd was.

## Vernoeming
In zijn geboorteplaats Oud Gastel is naar hem een straat vernoemd: Monseigneur Meeuwissenstraat.